# Polární metoda
Polární metoda je způsob, jímž se v geodézii měří (ať už zaměřuje či vytyčuje) polohopis a výškopis. Poloha bodů je při ní určována pomocí úhlu a vzdálenosti. Úhel je měřen mezi orientačním směrem a určovaným bodem, vzdálenost je stanovována mezi stanoviskem, na němž stojí měřicí přístroj, a určovaným bodem.

## Potřebné vybavení
K práci je třeba:
- teodolit
- pásmo

nebo:
- totální stanice
- měřicí terč příslušný k totální stanici

## Postup měření
Z bodu, jehož polohopisné souřadnice jsou známy, se zacílí na bod (tzv. orientační bod). Od směru na tento orientační bod budou měřeny úhly při polární metodě.

### Zaměřování současného stavu
Při zaměřování současného stavu se zacílí na zaměřovaný bod a úhel mezi směrem na orientační bod a zaměřovaným bodem je poznamenán do zápisníku či do paměti měřického přístroje. Následně je od stanoviště ve směru zaměřovaného bodu změřena vzdálenost a i ta je zaznamenána do zápisníku či paměti měřického přístroje.

### Vytyčování

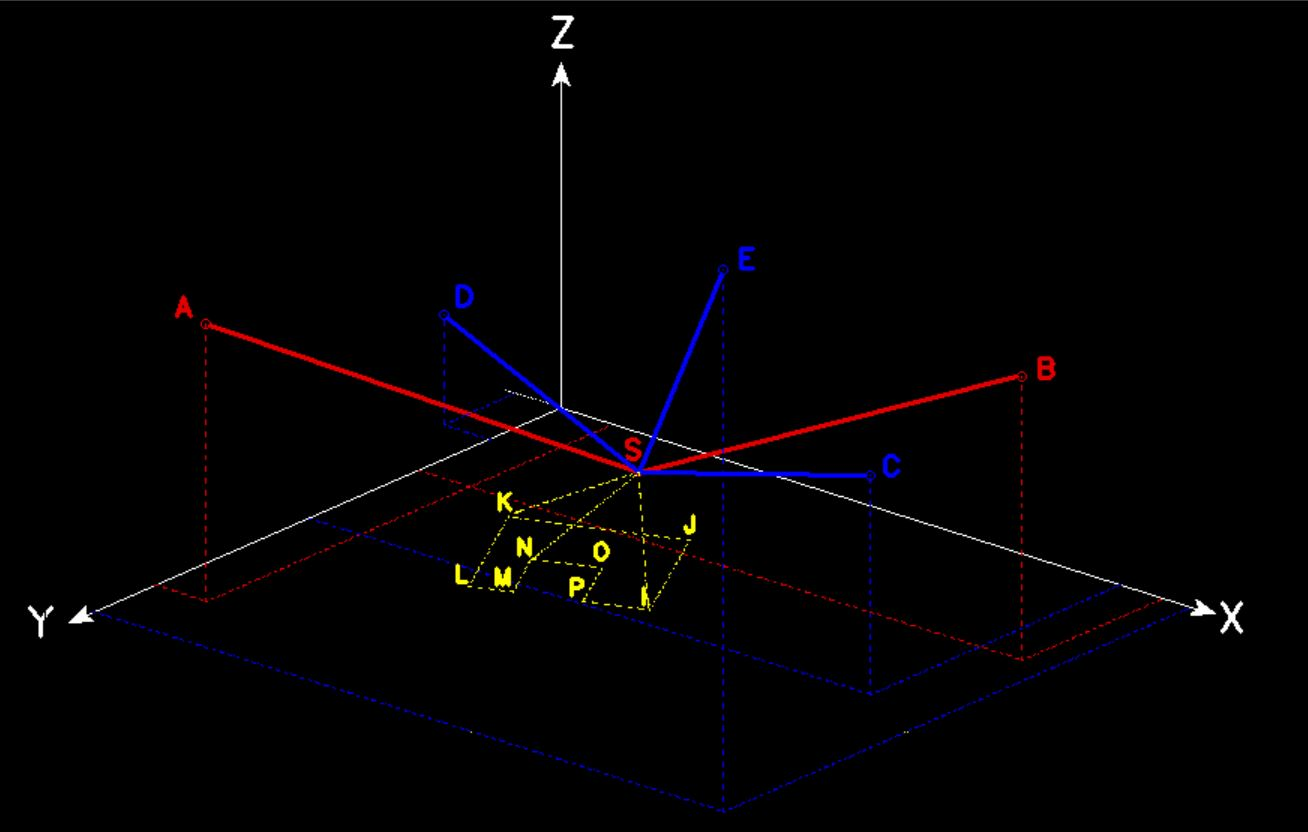
Princip geodetického vytyčování. Na obrázku jsou červeně zakresleny nutné záměry (A,B) a modře záměry (C,D,E) pro zvýšení přesnosti stanovení polohy a výšky stanoviska S. Žlutě jsou pak zakresleny záměry pro vytyčení jednotlivých bodů vytyčovaného objektu.

U vytyčování polární metodou pomocí totální stanice jsou možné dva způsoby:
- buď totální stanice stojí na bodě vytyčovací sítě, u kterého známe jeho souřadnice a výšku a dále známe směr na jiný bod o známých souřadnicích. Pak můžeme vytyčit polohu a výšku určovaných bodů.
- nebo stojíme na "volném stanovisku", jehož souřadnice a výšku neznáme, ale vidíme na nejméně tři body, jejichž souřadnice známe.[Poznámka 2] Pak můžeme určit zpětně souřadnice našeho stanoviska ("volné stanovisko") a následně vytyčit polohu a výšku určovaných bodů.